# Maeandrogonaria
Maeandrogonaria là một chi bướm đêm thuộc họ Geometridae.